# Uthal
Uthal es una opéra comique en un acto con música del compositor francés Étienne Méhul y libreto de Jacques-Benjamin-Maximilien Bins de Saint-Victor, basado en los poemas osianicos de James Macpherson. Se estrenó en la Opéra-Comique de París el 17 de mayo de 1806.
Méhul intentó dar a la obra una atmósfera oscura, "escocesa", al eliminar a los violines de la orquesta y reemplazarlos con violas.

## Personajes
| Personaje  | Tesitura     | Reparto del estreno, 17 de mayo de 1806 (Director: - ) |
| ---------- | ------------ | ------------------------------------------------------ |
| Uthal      | haute-contre | Jean-Baptiste-Sauveur Gavaudan                         |
| Malvina    | soprano      | Julie-Angélique Scio                                   |
| Ullin      | tenor        | Pierre Gaveaux                                         |
| Larmor     | barítono     | Jean-Pierre Solié                                      |
| Bardo jefe | bajo         | Baptiste Cadet                                         |

## Sinopsis
Uthal ha tomado las tierras de su suegro Larmor, quien envía al bardo Ullin en busca de ayuda a Fingal, jefe de Morven. Malvina, la esposa de Uthal e hija de Larmor, se siente dividida entre el amor por su esposo y su padre y busca en vano ralentizar la guerra. Uthal es derrotado en batalla y sentenciado al destierro. Cuando Malvina se ofrece a seguirlo al exilio, Uthal confiesa que se ha equivocado y se reconcilia con Larmor.

## La obra

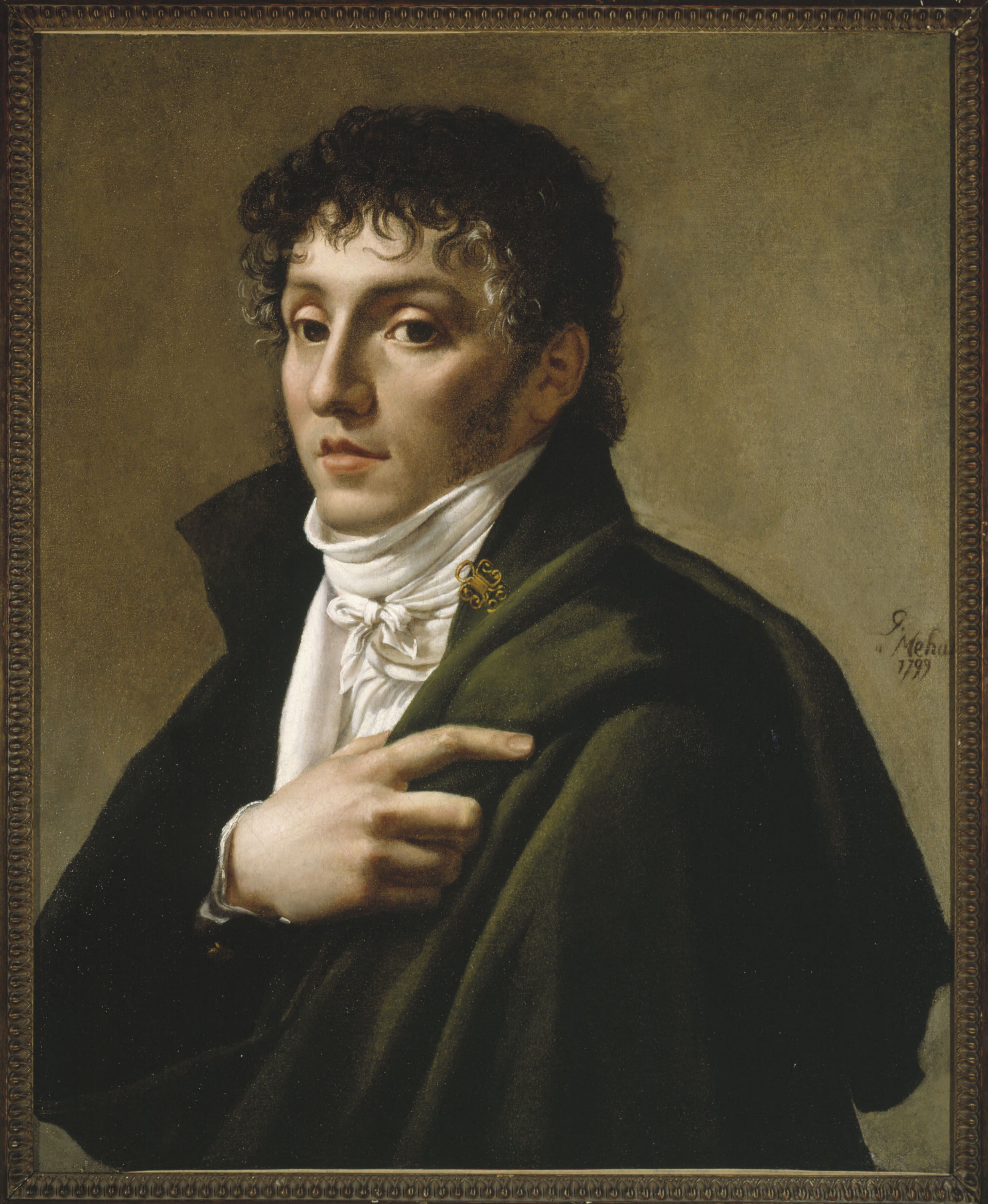
Étienne-Henri Méhul

Uthal fue parte de la ola europea por los poemas osiánicos de Macpherson. Otro ejemplo de la época es la ópera Ossian, ou Les bardes (1804) del rival de Méhul Jean-François Le Sueur. De hecho, los críticos acusaron al libretista de Méhul, Saint-Victor, de copiar Les bardes, una acusación que Saint-Victor rechazó, sosteniendo que su obra ya habría estado preparada para 1804 de no ser por un "montón de obstáculos".
La orquestación de Méhul en Uthal es sorprendentemente experimental. En su Tratado sobre la orquestación, Berlioz, un admirador del compositor, escribió, "Méhul quedó tan impresionado por el parecido del sonido entre las violas y el carácter soñador de la poesía osiánica que en su ópera Uthal las usó constantemente, incluso hasta llegar a excluir por completo a los violines. El resultado, según los críticos de la época, fue una intolerable monotonía que arruinó las posibilidades de la ópera de tener éxito. Esto es lo que impulsó a Grétry a exclamar: '¡Daría un luis de oro por el sonido de una cuerda en re!'" Parte de esta afirmación ha sido desafiada. Edward Dent escribió, "Se ha sugerido que la ópera sería por esta razón [esto es la falta de violines] insoportablemente tedioso, pero, como Sir Donald Tovey ha señalado, Uthal tiene sólo un acto y es bastante corto, de manera que su peculiar cromatismo difícilmente tendría tiempo de resultar opresor." De hecho, los críticos contemporáneos alabaron a Uthal, fue el público el menos entusiasta y la ópera fue retirada después de 15 representaciones.
La obertura representando a la heroína Malvina llorando por su padre perdido entre la tormenta ha sido comparada a una música de apertura similar en Aucassin et Nicolette de Grétry y Iphigénie en Tauride de Gluck (ambas de 1779). Winton Dean la describe como "atemática, en algunos momentos atonal, y en una forma que no se puede definir."